# Sandspegellöpare
Sandspegellöpare (Bembidion velox) är en skalbaggsart som först beskrevs av Carl von Linné 1761.  Sandspegellöpare ingår i släktet Bembidion, och familjen jordlöpare. Arten är reproducerande i Sverige.